# Ad multos annos!
Ad multos annos (per molti anni) è una forma augurale in latino, di origine cristiana, usata maggiormente nel rito tridentino e rivolta per tre volte dal vescovo consacrato al vescovo consacrante durante il rito di ordinazione episcopale. 
Nel linguaggio comune si usa genericamente come forma di augurio generico di lunga vita.